# За блакитним обрієм подій
За блакитним обрієм подій (англ. Beyond the Blue Event Horizon) — науково-фантастичний роман американського письменника Фредеріка Пола, вперше опублікований 1980 року.
Роман є другим з серії Гічі (англ. Heechee).
У романі продовжується розповідь про Робіна Броудхеда, який, заробивши статок на своїй єдиній успішній подорожі на космічному кораблі прибульців гічі, живе дуже комфортно. Він фінансує експедицію на «харчову фабрику» гічі на далекій сонячній орбіті, сподіваючись, що сім’я з чотирьох дослідників зможе транспортувати її і допомогти мільярдам голодуючих Землі. Він також сподівається, що вони зможуть розкрити достатньо секретів технології гічі, щоб допомогти йому врятувати його давно втрачену кохану Клару. Експедиція до «харчової фабрики» зрештою приводить на гігантську космічну станцію під назвою «Небеса гічі», яка назавжди змінює людське розуміння раси гічі.

## Зміст
Земля бореться з перенаселенням і голодом, і навіть незважаючи на те, що люди отримали доступ до таємничої технології гічі, включно з їхніми космічними кораблями, швидшими за світло, це мало допомогло пом'якшити ці проблеми.
У хмарі Оорта знаходять космічний корабель «харчової фабрики», давно покинутий гічі, і для її дослідження відправляється експедиція, яку фінансує Робін Броудхед, мільйонер, колишній старатель з Брами. Екіпаж, сім'я з чотирьох осіб, з подивом виявляє там юнака-«мауглі» Вана. Ван розповідає, як він виріс на самоті на «Небесах гічі», далекій космічній станції, і про те, як він регулярно відвідує харчову фабрику за продуктами на своєму маленькому космічному кораблі гічі. Наймолодший член екіпажу, підліток Джанін, закохана у Вана, оскільки він перший молодий чоловік, якого вона побачила з початку їхньої чотирирічної подорожі.
Ван показує Джанін харчову фабрику, знайомлячи її з камерою сновидінь. Неодноразове використання її Ваном збігається з піврічними спалахами таємничої всепланетної гарячки, яка регулярно уражала Землю протягом останнього десятиліття, і команда швидко розуміє, що сни та кошмари Вана якимось чином психічно проектуються на населення Землі на швидкості світла, спричинюючи «130-денну гарячку». Джанін короткочасно перевіряє ліжко, перш ніж її батько та зять розбирають її.
Звіти про це досягають Землі зі світловою швидкістю, створюючи 26-денну затримку в спілкуванні для Робіна Броудхеда. Останнє використання Ваном камери сновидінь спричиняє нещасні випадки по всьому світу, у тому числі той, який серйозно поранив дружину Робіна Ессі. Час Робіна ділиться між турботами про дружину та турботами про команду. Мотивації Робіна здаються альтруїстичними, а не фінансовими — він щиро сподівається використати технологію гічі, щоб нагодувати голодуючі мільярди Землі, але таємно він сподівається знайти технологію гічі, щоб врятувати свою втрачену любов Клару, яку він покинув кілька років тому на кораблі гічі в чорній дірі наприкінці попереднього роману.
Ван повертається до «Небес гічі» разом з Джанін, її старшою сестрою Лурві та зятем Полом на своєму космічному кораблі гічі, залишаючи батька дівчат Пайтера на фабриці через брак місця. Ван розповідає, що «Небеса» є домом для Древніх, яких команда вважає гічі, і «Мерців», які є комп'ютерними записами особистостей мертвих старателів з Брами, які можуть спілкуватися з харчовою фабрикою через надсвітловий зв'язок. Мерці — єдині друзі Вана. Робін Броудхед схвильований і наляканий прямою зустріччю з гічі.
Дослідники розпитують «Мерців», але ті не дуже при тямі. Древні захоплюють Вана, Джанін і Лурві. Кожен з них піддається впливу камери сновидінь, де вони знову переживають спогади десятків мертвих Древніх, які не є гічі, а скоріше тими, кого гічі схопили більше 500 000 років тому для вивчення на Землі — австралопітеками, предками сучасної людини. Гічі залишили колонію Древніх на борту «Небес» під опікою машинного інтелекту Найдревнішого, сподіваючись, що він розвиватиме популяцію. Древні — виховані та розумні, але суттєво поступаються в інтелекті сучасним людям.
Надсвітлові передачі з «Небес» припиняються після захопленням дослідників. Пайтер божеволіє, усвідомлюючи безвихідь свого становища: без медичної допомоги він не переживе чотирирічної зворотної подорожі на Землю. Через камеру сновидінь, він транслює ультиматум на Землю, викликаючи найгірший спалах 130-денної гарячки. На Землі дружина Робіна одужує і дає йому дозвіл полетіти на «Небеса», щоб врятувати команду та зупинити Пайтера. Під час чергового раунду 130-денної гарячки Пайтера Робін викрадає корабель гічі на Місяці, наповнює його комп'ютерним обладнанням (щоб допитувати «Мерців») та зброєю (щоб подолати Древніх) і прямує до «Небес».
Робін і Пол зустрічаються і визволяють полонених за допомогою електрошокерів. Найдревніший, не знаючи, що робити з хаосом на станції спрямовує «Небеса» курсом до чорної діри в центрі Галактики, бажаючи отримати пораду від своїх творців. Нейтралізувавши Найстаршого, Робін і Пол захоплюють «Небеса». Дружина Робіна Ессі, комп'ютерний програміст, створює алгоритм для моделювання чоловіка Генрієтти, однієї з «Мерців», щоб обманом змусити Генрієтту розкрити, як працює технологія гічі. Отримавши інформацію, вони виводять «Небеса» на орбіту Землі надсвітловим стрибком.
Екіпаж стає фантастично багатим. Робін — найбагатша людина в Сонячній системі. Почавши повільне, але надійне подолання продовольчої кризи на Землі, він усе ще боїться гічі та того, куди вони могли подітися. Альберт— програма-вчений штучного інтелекту, написана його дружиною, припускає, що гічі могли сховатися всередині чорної діри, скориставшись релятивістським уповільненням часу, щоб жити спокійним життям набагато повільніше, ніж за межами сингулярності. Робін стає все більш переконаним, що він може врятувати свою втрачену любов Клару, якщо гічі справді можуть подорожувати в та із чорної діри. Альберт філософськи обговорює з Робін можливості такої технології. Він припускає, що гічі, можливо, навмисно сховалися в чорній дірі після того, як спотворили простір-час так, щоб Всесвіт зруйнувався, і відродився після нового Великого вибуху з іншими фізичними законами, більш придатними для розумного життя. Вони вийдуть зі своєї захисної чорної діри, коли умови стануть більш задовільними. Робін здригається від жаху при думці про істот з такими амбіціями та силою.
Останній розділ роману розповідається з точки зору «капітана» гічі, який керував проектом «Австралопітеки» на «Небесах гічі» та експедиціями на Землю. Він і всі його одноплемінники справді ховаються в чорній дірі в центрі галактики. Альберт, штучний інтелект, має рацію і помиляється: тканина Всесвіту справді була спотворена, але не гічі. Коли гічі виявили це, вони сховалися, використовуючи технологію гравітаційної маніпуляції, щоб створити чорну діру навколо великого скупчення захоплених зірок і планет. Капітан міркує, що вид австралопітеків (і близько 15 інших подібних проектних рас по всій галактиці) є для гічі так само, як гічі для таємничої раси, яка змінить весь Всесвіт. Він сподівається, що одного дня ці проектні раси розвинуть інтелект і подорожуватимуть зірками не заради будь-якого інтелектуального чи культурного задоволення, а радше для того, щоб діяти як буферні держави між гічі та цими загадковими іншими.